# Fractura de pelvis
Una fractura pelviana o fractura de pelvis és una ruptura de l'estructura òssia de la pelvis. Això inclou qualsevol trencament del sacre, els ossos del maluc (isqui, pubis, ili) o el còccix. Els símptomes inclouen dolor, especialment amb el moviment. Les complicacions poden incloure sagnat intern, lesions a la bufeta o traumatisme vaginal.
Les causes habituals inclouen caigudes, xocs de vehicles de motor, un vehicle que xoca amb un vianant o una lesió per aixafament directa. En les persones més joves, normalment cal un trauma important, mentre que en les persones grans un trauma menys important pot provocar una fractura. Es divideixen en dos tipus: estables i inestables. Les fractures inestables es divideixen a més en compressió posterior anterior, compressió lateral, cisalla vertical i fractures de mecanisme combinat. El diagnòstic se sospita a partir dels símptomes i l'examen amb confirmació per radiografia o TC. Si una persona està completament desperta i no té dolor a la pelvis, no es necessiten imatges mèdiques.
El tractament d'emergència generalment segueix un suport vital avançat per trauma. Això comença amb els esforços per aturar l'hemorràgia i substituir els líquids. El control de l'hemorràgia es pot aconseguir mitjançant l'ús d'una compressió pelviana externa circumferencial amb una faixa-cinturó immobilitzadora de la pelvis. Altres esforços poden incloure embolització angiogràfica, col·locació de baló intraarterial o empaquetament preperitoneal. Després de l'estabilització, la pelvis pot requerir una reconstrucció quirúrgica.
Les fractures pelvianes representen al voltant del 3% de les fractures d'adults. Les fractures estables generalment tenen un bon resultat. El risc de mort amb una fractura inestable és d'un 15%, mentre que els que també tenen pressió arterial baixa tenen un risc de mort proper al 50%. Les fractures inestables sovint s'associen amb lesions a altres parts del cos.